# Pallacanestro in carrozzina ai XII Giochi paralimpici estivi
Per la pallacanestro in carrozzina ai Giochi paralimpici estivi di Atene 2004 furono disputati i due tornei maschile e femminile.

## Medagliere
| Pos.   | Nazione     |   |   |   | Totale |
| ------ | ----------- | - | - | - | ------ |
| 1      | Canada      | 1 | 0 | 1 | 2      |
| 2      | Stati Uniti | 1 | 0 | 0 | 1      |
| 3      | Australia   | 0 | 2 | 0 | 2      |
| 4      | Regno Unito | 0 | 0 | 1 | 1      |
| Totale | Totale      | 2 | 2 | 2 | 6      |

## Risultati
| Competizione     | Oro         | Argento   | Bronzo      |
| ---------------- | ----------- | --------- | ----------- |
| Torneo maschile  | Canada      | Australia | Regno Unito |
| Torneo femminile | Stati Uniti | Australia | Canada      |
| Totale           | 2           | 2         | 2           |